# Ōita (prefektura)
Ōita (japanski: kanji 大分県, romaji: Ōita-ken) je prefektura u današnjem Japanu. 
Nalazi se na sjeveroistočnoj obali otoka Kyūshūa. Nalazi se u chihōu Kyūshūu.
Glavni je grad Ōita.
Organizirana je u 3 okruga i 18 općina. ISO kod za ovu pokrajinu je JP-44.
1. listopada 2005. u ovoj je prefekturi živjelo 1,209.587 stanovnika.
Simboli ove prefekture su cvijet i drvo bungovskog umea (Prunus mume var. bungo) i ptica japanski bjelook (Zosterops japonica).